# Regel van Bruun

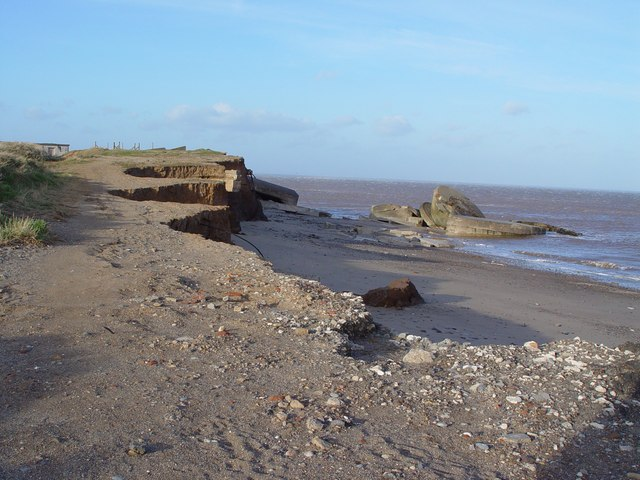
Kusterosie bij Kilnsea (UK)

De Regel van Bruun is een methode voor het schatten van de mate van terugtrekking van de kustlijn van een zandige kust als gevolg van veranderingen in de zeespiegel, met name zeespiegelstijging. Oorspronkelijk is de Regel gepubliceerd in 1962 door de Noors-Amerikaanse kustwetenschapper Per Møller Bruun (1917-2006), Hij was de eerste die een verband legde tussen zeespiegelstijging en kustlijnachteruitgang.  De regel is een eenvoudige, tweedimensionale massabalans en wordt nog steeds algemeen gebruikt om kustlijnachteruitgang te schatten als reactie op zeespiegelstijging, ondanks kritiek en wijziging, en de beschikbaarheid van complexere alternatieve modellen.

## De regel

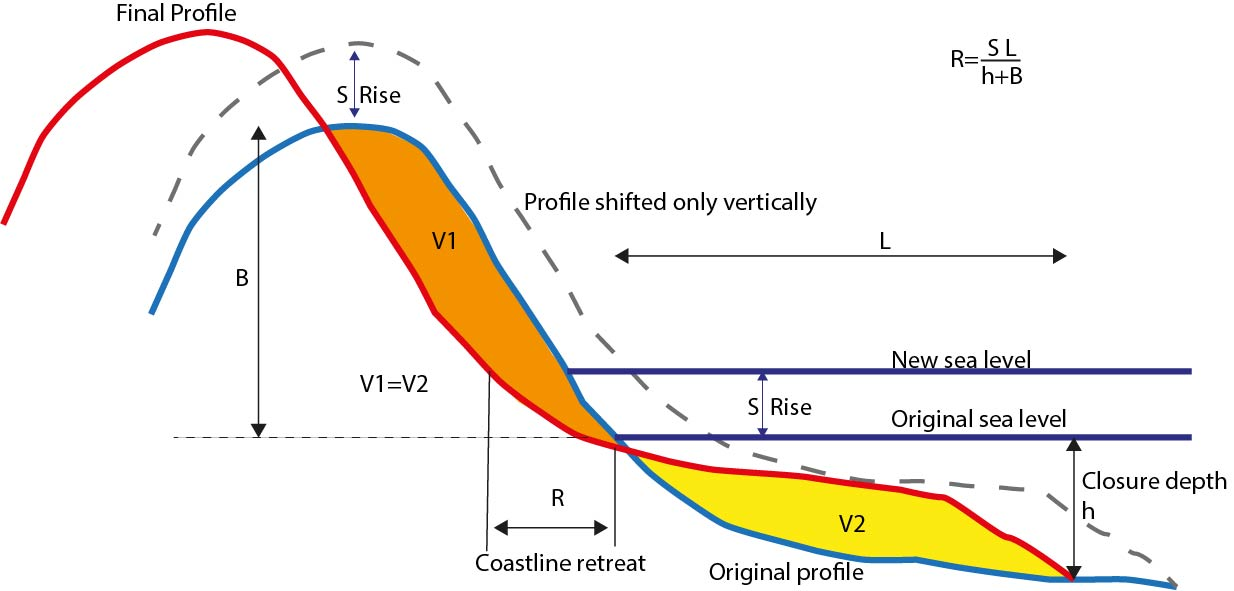
De methode van de Regel van Bruun

De Regel van Bruun geeft een lineair verband tussen zeespiegelstijging en de landwaartse verplaatsing van de kustlijn op basis van de evenwichtsprofieltheorie, die vanuit gaat dat het kustprofiel een evenwichtsvorm behoudt. Verder gaat de regel er vanuit dat deze vorm vast is ten opzichte van de op dat moment aanwezige gemiddelde waterstand. Dus als de zeespiegel stijgt, wil het kustprofiel evenveel omhoog. Hier is zand voor nodig, en dit zand komt in het profiel door afslag van het duin. Er wordt precies zoveel zand geërodeerd als nodig is om het profiel omhoog te brengen. Zij bijgaande schets, de blauwe lijn is het huidige kustprofiel. Er is een zeespiegelstijging S. Het profiel wil dus een afstand S omhoog, dat wordt dan het gestippelde profiel. Dat kan natuurlijk niet zo bestaan, want er is zand nodig. Het profiel gaat dan landwaarts verschuiven totdat de afslag V1 gelijk is aan de aanzanding V2. Dat wordt dan het rode profiel. De kusterosie ten gevolge van deze stijging is dan R.
Veel profielen hebben een parabolische vorm. Als je dan gaat schuiven krijg je nooit een evenwicht, omdat dan ook de volledige zeebodem mee omhoog zou moeten bewegen. Bruun heeft daarom een eindpunt vastgesteld, de sluitdiepte. De sluitdiepte (meestal wordt de Engelse term Closure depth of Depth of Closure gebruikt) is de diepte waarop de golven nauwelijks meer zand in beweging kunnen brengen. Maar in sommige situaties loopt de aanzanding niet zo ver door, bijv. bij een smalle geul voor de kust (zoals voor de kust van Schouwen-Duiveland) of bij een heel erg breed strand, zoals aan weerszijden van de havendammen van Hoek van Holland en IJmuiden.
Als er wel een soort parabolisch profiel is, dan is is de achteruitgang ook uit te rekenen met een formule:
{\displaystyle R={\frac {SL}{h+B}}={\frac {S}{\tan \beta }}}
Waarin,
- R is de kustlijnachteruitgang (recessie) in meters
- S is de zeespiegelstijging in meters
- L is de horizontale afstand die beïnvloed wordt door de zeespiegelstijging (van de duinvoet tot de sluitdiepte) in meters
- h is the sluitdiepte(de waterdiepte vanaf waar geen significant zandtransport meer plaats vindt[6][7]) in meters
- B is de duinhoogte boven de zeespiegel in meters
- β is the gemiddelde helling van het actieve profiel [4]

De Regel van Bruun voorspelt een kustrecessie van wel 10 tot 50 keer de zeespiegelstijging, afhankelijk van de helling van het strand.
De regel is alleen van toepassing op een zandige kust met duin. De regel geldt dus niet bij een duinvoetverdediging, een strandmuur, en dergelijke.

## Een praktische toepassing

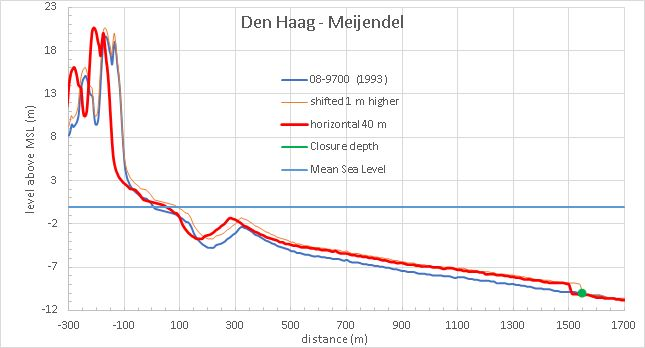
De Regel van Bruun bij Meijendel

In de figuur hiernaast is de regel toegepast op een profiel bij Den Haag Meijendel. Op deze plaats is kan de  {\displaystyle H_{12h/y}} gelijkgesteld worden aan die welke bij de Meetpost Noordwijk gemeten is, dus 5 m. Dat betekent dat de sluitdiepte 10 m is. Dit punt ligt in dit profiel 1000 m uit de kust. Door het verschuiven van het profiel 1 m omhoog (aangenomen is 1 m zeespiegelstijging) en dan naar links schuiven totdat er volume-evenwicht is, leidt tot een erosie van ca. 40 m. Er wordt dan ongeveer 800 m3 zand per m kustlijn verplaatst. Het duin is hier 20 m hoog, dus B+h = 30m. De formule geeft hier een landwaartse verschuiving van 25 m. Een en ander hangt natuurlijk sterk af van de keuze van de bepaling van de sluitdiepte en de waarde van L. 

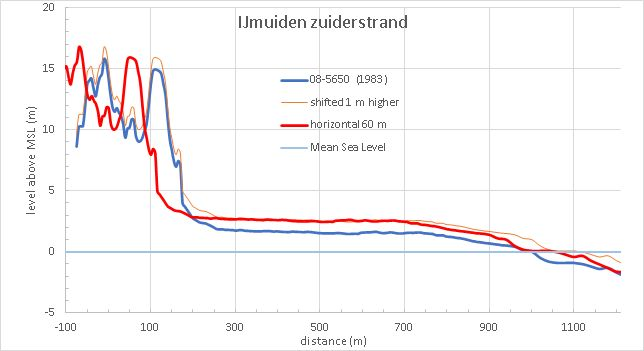
Bruun Rule applied to IJmuiden

Toepassing van de regel op een profiel op het zeer brede strand aan de zuidzijde van IJmuiden is een heel bijzonder geval. Door de aanzanding tegen de zuiderdam van IJmuiden is hier een heel breed stand gevormd, dat voor een groot deel boven normaal hoog water ligt. Als de waterstand hier gaat stijgen gaat dit strand ook omhoog, en de nieuw gevormde duinen bevatten voldoende zand om deze stijging te compenseren. De hoeveelheid verplaatst zand is hier zo'n 550 m3 zand per m kustlijn. De zandbalans geeft een achteruitgang van 60 m, de formule geeft ongeveer 40 m.  

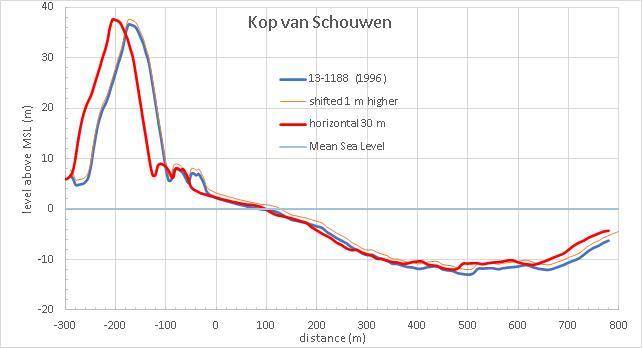
De regel van Bruun toegepast op een profiel op Schouwen

Als de regel toegepast wordt op een profiel bij de Kop van Schouwen dan blijkt met de grafische methode dat bij een zeepspiegelstijging van 1 m er een kustachteruitgang is van 30 m. De sluitdiepte is hier wat minder dan bij Meijendel, omdat door de aanwezigheid van zandplaten voor de kust de golfhoogte daar minder is. De sluitdiepte is hier in de orde van 8 m. Maar omdat het profiel vrij steil is, en er vooral zand getransporteerd wordt door de getijstroming in het Krabbengat, zal de aanzanding zich hier tot iets grotere diepte voortzetten tot het midden van de geul. Het zand gaat niet de andere oever op. Er wordt in dit geval veel zand verplaatst, wel 1200 m3 zand per m kustlijn. L is ongeveer 600 m, de formule geeft dan een erosie van ongeveer 13 m, dat is ongeveer de helft als wat de zandbalans laat zien.  

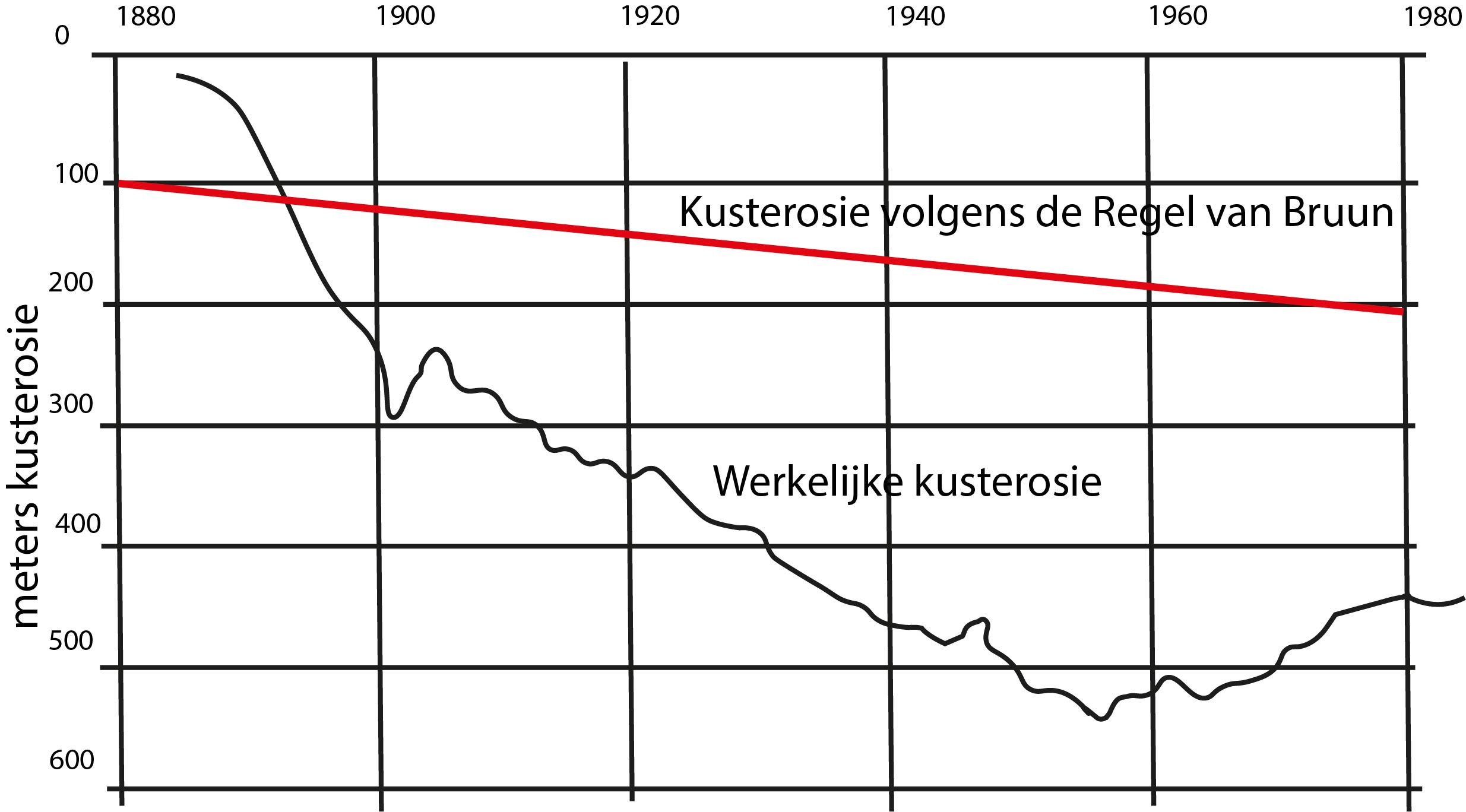
Erosie bij de Kop van Schouwen, gemeten en volgens de Regel van Bruun

Uit de vergelijking van deze die gevallen volgt dat de formule een wat lager waarde geeft dan de massabalans. De resultaten gaan alleen over de effecten van de zeespiegelstijging, niet de andere oorzaken van de erosie, zoals bijv. de gradiënt in het langstransport en het effect van de getijstroom bij de Kop van Schouwen. Tussen 1880 en 1980 is de zeespiegel hier ongeveer 1/3 m gestegen; dus zouden we in de periode 1880-1980 een kusterosie van ongeveer 10  mogen verwachten volgens de Regel van Bruun. Uit metingen blijkt de erosie hier vele malen groter te zijn door de andere oorzaken.

## Strandsuppletie
In Nederland wordt sinds 1990 de kustlijn op z'n plaats gehouden door kunstmatige zandsuppletie. Het gevolg hiervan is dat regelmatig het profiel kunstmatig wat omhoog gebracht wordt. Dit zand compenseert zowel de erosie door een gradiënt in het langstransport, de erosie door getijstromen als het effect van het stijgen van de zeespiegel. Daarom is het toepassen van de Regel van Bruun op kusten die door periodieke zandsuppletie onderhouden worden niet zinvol. De Regel van Bruun geeft in die gevallen niet aan hoeveel de kust achteruit zal gaan door de stijging van de zeespiegel, maar hoeveel achteruitgang er zou zijn als er niet gesuppleerd zou worden.

## Oorsprong van de regel
In 1954 publiceerde Per Bruun een paper waarin strandprofielen en evenwicht langs de kust worden beschreven. Voortbouwend op deze ideeën publiceerde hij in 1962 zijn paper "Sea-Level Rise as a Cause of Shore Erosion", waarin voor het eerst een verband werd gelegd tussen zeespiegelstijging en de kustlijnachteruitgang van strandprofielen. Zijn regel kreeg pas in 1967 een naam  toen Schwartz "The Bruun Theory of Sea-Level Rise as a Cause of Shore Erosion" publiceerde, waarin laboratorium- en veldtesten van de theorie werden gepresenteerd en tot de conclusie kwam dat "het concept voortaan bekend staat als: De regel van Bruun".
Per Bruun heeft sindsdien studies gepubliceerd om de beperkingen en bruikbaarheid van zijn model te verduidelijken, waaronder "Review of Conditions for Uses of the Bruun Rule of Erosion" in 1983  en "The Bruun Rule of Erosion by Sea-Level Rise: A Discussion on Large-Scale Two- and Three- Dimensional Usages" in 1988. Deze publicaties schetsen de beperkingen en uitvoerbaarheid van de regel en benadrukken dat, hoewel dit model opzettelijk tweedimensionaal is, het in de praktijk wordt toegepast op driedimensionale omgevingen. Bruun stelt dat de regel "voor praktisch gebruik moet worden onderworpen aan realistische aanpassingen".
Zoals Bruun erkent, is de regel een typisch eenvoudige regel en is daarom vele malen gewijzigd om rekening te houden met meer factoren en om in meer gevallen nauwkeurig toepasbaar te zijn. De Regel van Bruun is meestal aangepast om rekening te houden met transport langs de kust, golfoverslag en Eolisch sedimenttransport. Bijvoorbeeld, Dean en Maurmeier hebben in 1983 de regel aangepast om van toepassing te zijn op barrièrekusten en eilanden, waarvan sommige aangroei ervaren in plaats van erosie. Rosati et al. in 2013  en Dean en Houston in 2016  hebben de regel gewijzigd om rekening te houden met langstransport en dwarstransport van zand in het profiel. Ashton et al. in 2011 wijzigde de regel voor gebruik op klifkusten, en Hinkel et al. in 2013 gebruikte de regel als onderdeel van een bredere methodologie om de effecten op de zeespiegelstijging op en rond zeegaten te beschrijven. De grootste uitdaging die overblijft lijkt het isoleren van het effect van zeespiegelstijging op de strandmorfologie van de gekoppelde effecten van onder meer golfenergie, getijstromingen, windwerking, sedimentaanvoer, sedimenttypes en korrelgrootte.
In verschillende vormen en in combinatie met andere modellen is de Bruun-regel nu gebruikt om de kustlijnreacties op de zeespiegelstijging wereldwijd te schatten. De Bruun-regel is toegepast op kusten, waaronder de 
Kaspische Zee, Koreaans schiereiland,  
Shuidong Bay,
Norfolk,
Rhode Island,
Florida,
Accra, en 
Hawaï.

## Kritische opmerkingen over de regel
Het effect van klimaatverandering op stranden is een uitdaging om nauwkeurig te modelleren, omdat het een interdisciplinair onderwerp is. Een betrouwbare beoordeling van de verandering van de ligging van de kust is nodig om effectieve aanpassingsstrategieën te ondersteunen om de groeiende kustgemeenschappen en hoogwaardige investeringen langs de kust voor te bereiden.  Als gevolg hiervan worden modellen voor het schatten van kusterosie als gevolg van de stijging van de zeespiegel—inclusief de Regel van Bruun en modellen op basis van deze regel—voortdurend beoordeeld en bijgewerkt. De Regel van Bruun is het onderwerp geworden van veel academisch debat.
In reactie op zijn inherente veronderstellingen is de regel algemeen bekritiseerd. Enkele van de meest bekritiseerde veronderstellingen van de regel is het verwaarlozen van de gradiënt in het langstransport van sediment, het bestaan van een sluitdiepte, een gesloten sedimentbudget en de beschikbaarheid van voldoende zandbronnen. In 2015, Andersen et al. hebben de Regel van Bruun gelabeld als "op zichzelf ... vrijwel onbruikbaar langs een oceaankust" vanwege de ze verwaarlozingen.
Een een prominente bekritiseerde veronderstelling van de Regel van Bruun is de aanname dat de netto-effecten van het brandingstroomtransport te verwaarlozen bij het bepalen van de effecten van zeespiegelstijging,, aangezien de regel per definitie een tweedimensionaal dwarstransportmodel is, welke geen rekening houdt met het langstransport in de derde dimensie. Deze effecten  langs de kust kunnen echter de belangrijkste oorzaak zijn van sedimenterosie of afzetting langs stranden, de kustlijnmorfologie domineren en zelfs de effecten van de stijging van de zeespiegel maskeren zoals beschreven door de Regel van Bruun. Het is daarom belangrijk om naast de kustlijnachteruitgang door zeespiegelstijging ook de kustlijnachteruitgang door andere processen te bestuderen.
Een andere bekritiseerde veronderstelling is het bestaan van een 'sluitdiepte'. De sluitdiepte wordt beschouwd als de waterdiepte waaronder er geen significante veranderingen in bodemligging zijn door golf werking, en wordt meestal beschouwd als de grens tussen het bovenste kust, gekenmerkt door het breken van golven, en het onderste kust, gekenmerkt door niet -brekende golven en de afwezigheid van brekerbanken. De Regel van Bruun bepaalt dat er geen significante sedimentoverdracht over deze grens is, maar de sterkte van dit concept in de praktijk wordt soms in twijfel getrokken. Het alternatieve R-DA-model, voorgesteld door Davidson-Arnott , is gebaseerd op dezelfde veronderstellingen als de Regel van Bruun, behalve dat er van uitgegaan wordt dat er wel zandtransport is over de sluitdiepte heen. Als gevolg daarvan is er  een opwaartse en landwaartse migratie is van de sluitdiepte als gevolg van de stijging van de zeespiegel.
Cooper en Pilkey zijn direct in hun kritiek op de Bruun-regel en publiceren in 2004 een paper getiteld "Sea Level Rise and Shoreline Retreat: Time To Still the Bruun Rule", dat regelmatig wordt geciteerd in de daaropvolgende literatuur. Ze beweren dat ondanks wijdverbreide kritiek, de oorspronkelijke Regel van  Bruun  nog steeds wordt toegepast in een verkeerde context, zoals uiteengezet door Bruun en experimentele geschiedenis, en dat de Regel vanBruun en de bijbehorende controversiële veronderstellingen zijn ingebed in latere modellen die beweren meer geavanceerde inzicht in het gedrag van de kust te bieden. Cooper en Pilkey beschrijven het gebruik van de Regel van Bruun als "One model fits all" benadering voor een reeks complexe kustomgevingen waarvoor deze ongeschikt. Ze vermelden drie belangrijke redenen dat de regel "niet werkt": de beperkende veronderstellingen, het weglaten van belangrijke variabelen en de afhankelijkheid van verouderde en foutieve concepten. Ze beschrijven de beperkende veronderstellingen van de regel als een evenwicht tussen gesloten materialen, die het netto langstransport negeert, en het ontbreken van een aanzandings-component, die veronderstelt dat de zeespiegelstijging altijd resulteert in kustachteruitgang. Dit zou het gebruik van de regel beperken tot een klein aantal kusten. Cooper en Pilkey stellen dat de weggelaten variabelen zoals de aanwezigheid van rots gedeelten of onderstromen, het effect van de helling van het continentale plat op snelheid van kustachteruitgang, locatie-specifieke feedbackrelaties en de zeer variabele patronen van kustevolutie bij tijdschalen van meerdere eeuwen en de verouderde en onjuiste concepten niet het vertrouwen geven dat de regel universeel van toepassing is. Ze concluderen dat de Regel van Bruun "het nut ervan heeft overleefd en moet worden verlaten", maar ze zijn bekritiseerd omdat ze geen "zinvol alternatief" voor de regel hebben aangedragen.
In zijn eigen artikelen presenteerde Bruun geen rigoureuze wiskundige afleiding voor zijn regel, wat.twijfel heeft veroorzaakt in de onderzoeksgemeenschap. Bijvoorbeeld, Rosen in 1978, Allison en Schwartz in 1981, Dean en Maurmeyer in 1983, en Zhang, Douglas en Leatherman in 2004 hebben de Regel van Bruun anders afgeleid, met allemaal hun eigen veronderstellingen en beperkingen van de regel, specifiek voor hun eigen afleidingen. De laatste herziening door Zhang presenteert een alternatieve afleiding die aantoont dat "hoewel heel eenvoudig, het Bruunmodel aanzienlijke algemeenheid heeft".
Sommige veld- en laboratoriumtests hebben de Regel.van Bruun ondersteund, hoewel sommigen tekortkomingen zien in de experimenten. Onder andere Ranasinghe en Stive in 2009, en later Andersen et al. hebben in 2015 geconcludeerd dat "geen enkele studie een uitgebreide, goed geaccepteerde verificatie van het Bruunmodel heeft geleverd". Er is echter een bijna consensus dat in de het basis het kwalitatieve model van de teruggang van de kustlijn geldig is, ondanks dat de kwantitatieve resultaten van de regel wel gezien moeten worden als "zeer grove benaderingen" of "algemeen indicatieve schattingen". Ondanks deze kritiek wordt de Regel van Bruun gewaardeerd vanwege zijn eenvoud, en er blijft "geen eenvoudig, levensvatbaar alternatief".